# Liver turcx dan paus
Liver turcx dan paus (« Plutôt les Turcs que les papistes ») était un slogan employé lors de la guerre de Quatre-Vingts Ans. 

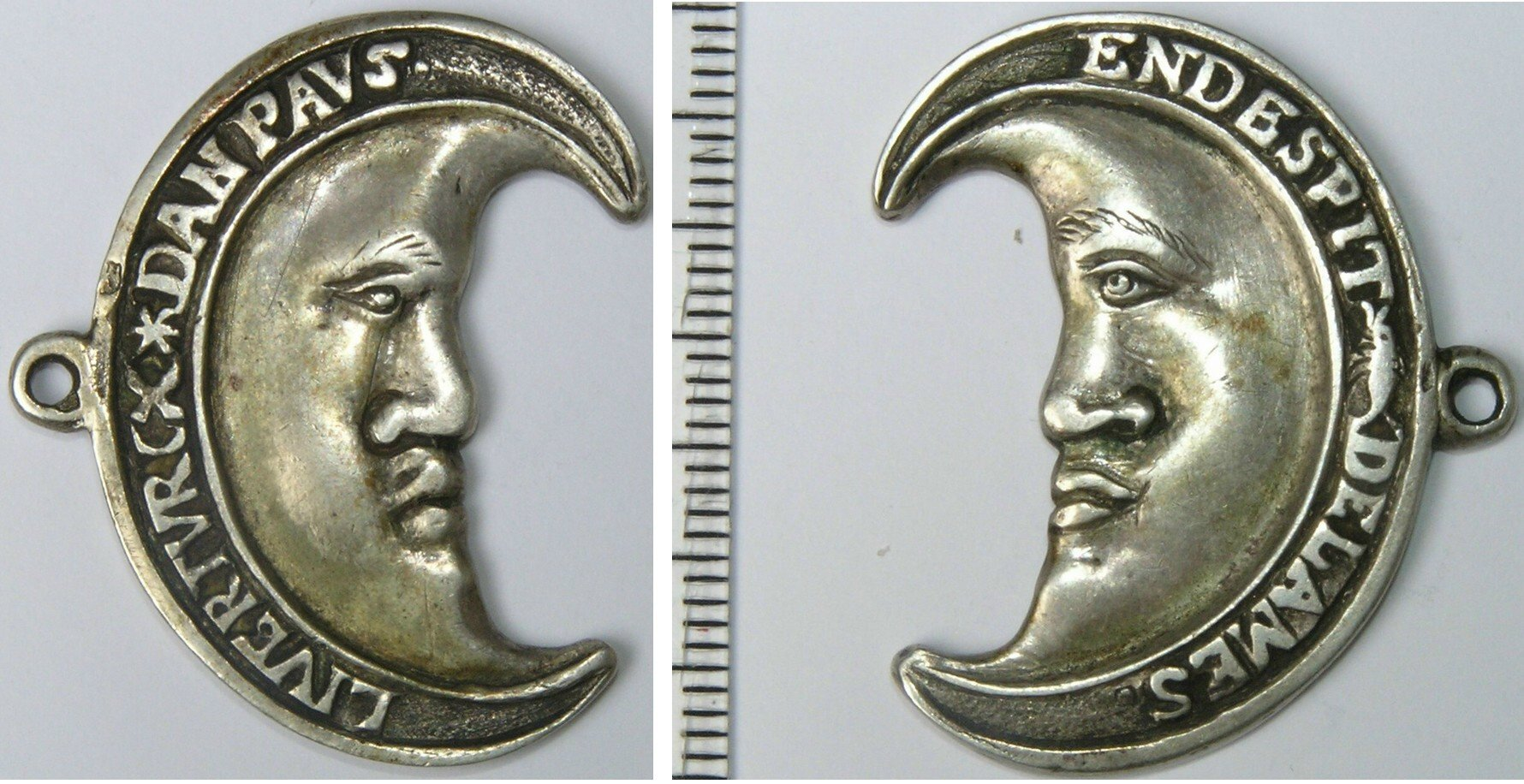
Médaille de gueux en forme de croissant datant de la révolte des gueux contre les Espagnols, et portant le slogan Liver turcx dan paus (Plutôt les Turcs que les papistes), 1570.

Ce slogan, employé pour la première fois aux Pays-Bas lors des sermons en plein air (hagenpreken en néerlandais) à Anvers en 1566, l'année où eut lieu la crise iconoclaste, se retrouve aussi sur les médailles d'argent en forme de croissant ottoman que les gueux attachaient à leurs vêtements.  Le slogan est illustratif du degré d'anti-catholicisme des gueux : ils préféraient le sultan ottoman, un musulman, au pape catholique à Rome. 

## Signification
Le slogan naquit de l'aspiration à la tolérance religieuse des protestants persécutés.  Alors que les communautés protestantes subissaient la persécution du pape en Europe, le sultan ottoman offrait aux dissidents la liberté religieuse au sein de l'Empire ottoman moyennant le paiement d'une rétribution financière.  En mettant en avant ce contraste, les protestants exprimaient leur désir de professer librement leur foi,. Le poète Jan Fruytiers écrivit en 1577 : 

« C'est pour cela que certains gueux portaient des croissants d'argent pourvus du texte Liver turcx dan paus : parce qu'ils considéraient la tyrannie du pape comme bien supérieure à celle du Turc, qui, du moins, ne s'occupait pas de la conscience des gens, pourvu qu’ils payassent les impôts, et qui tenait ses promesses aussi bien, sinon mieux, que le pape. »

La même explication se trouve dans les Historiën de Pieter Corneliszoon Hooft de 1642 et dans le traité Over het Mohammedanisme (« À propos de l'Islam ») du théologien Voetius de 1648.

## Bref historique
Entre 1565 et 1579, le slogan fut invoqué pour marquer le contraste entre la liberté de religion dans l'Empire ottoman et l'intolérance aux Pays-Bas sous Philippe II d'Espagne.  Cette tolérance, dont on discutait en France et aux Pays-Bas espagnols,  prouvait que l'acceptation de différentes confessions au sein d'un empire ne devait pas nécessairement mener au chaos, comme l'avaient prétendu les adversaires.  Les arguments en faveur d'une politique de tolérance ont été cités des lettres issues de la correspondance entre Guillaume d'Orange et Viglius, d'Esquerdes et Duplessis-Mornay, entre autres,. 
En 1565, Louis de Nassau, frère de Guillaume d'Orange, fit distribuer un pamphlet contre l'introduction de l'Inquisition où il défend l'idée que seul l'acceptation des différentes religions pouvait assurer la paix dans le pays.  En outre, Louis suggéra qu'il n'est pas étonnant qu'en raison des persécutions religieuses en France, de nombreuses personnes voulaient devenir des sujets de l’Empire ottoman. 
Dans plusieurs de leurs chansons, les gueux établirent un lien entre les ambitions de Guillaume d’Orange et la tolérance ottomane.